# Rhaphiptera scrutator
Rhaphiptera scrutator är en skalbaggsart som beskrevs av Thomson 1868. Rhaphiptera scrutator ingår i släktet Rhaphiptera och familjen långhorningar.
Artens utbredningsområde är Panama. Inga underarter finns listade i Catalogue of Life.